# 河井智康
河井 智康（かわい ともやす、1936年5月27日 - 2006年5月30日）は、日本の海洋学者。学位は、農学博士。

## 経歴
東京都出身。
東京水産大学（現在の東京海洋大学）卒業。大学卒業後、水産庁に入庁。水産庁東北区水産研究所資源管理部長を務め、1997年に定年退官。1986年東京大学農学博士、論文は「比較生態学的視点からみた海産硬骨魚類資源の変動に関する研究」。 
魚類の生態や魚類資源の変動をテーマに研究し、「稚魚を食べるプランクトンの大量発生で、そのとき全盛の魚が減り、別の魚が台頭する」という独自の「魚種交替論」を打ち立てるなど、水産学の発展に大きく寄与した。魚に関する著書も多い。特に、イワシが空前の大豊漁であった1988年に上梓した「イワシと逢えなくなる日」で、その後のイワシの減少を予見したことは特筆に価する。21世紀の水産を考える会代表理事などの要職を歴任した。
また、1954年にマーシャル諸島ビキニ環礁付近で第五福竜丸が被爆した事件に注目し、マーシャル諸島で実態調査を行うなど、反核主義者・平和主義者としても知られた。「九条科学者の会」呼びかけ人を務めていた。

## 著書
- 「魚-21世紀へのプログラム」（農山漁村文化協会）1986
- 「死んだ魚を見ないわけ　1700mの海底に自然の謎を探る」（情報センター出版局）1987 のち角川文庫
- 「イワシと逢えなくなる日 5億年の結晶『魚種交替』の謎に迫る」（情報センター出版局）1988　のち角川文庫
- 『百万粒の戦略 魚の卵はなぜ多いのか?』筑摩書房 ちくまライブラリー 1990
- 『魚の世界をロマンする 科学者と行く海の謎解きの旅』情報センター出版局 1991
- 「海・人・魚の賛歌」（東京美術）1993
- 「大衆魚のふしぎ サンマやイワシの奇妙な関係」（講談社ブルーバックス）1993
- 「日本の漁業」（岩波新書）1994
- 『すしの魚』平凡社 1995
- 「漁船第五福竜丸 それは世界史を動かした」（同時代社）1997
- 「核実験は何をもたらすか 核大国アメリカの良心を問う」（新日本出版社）1998
- 「消えたイワシからの暗号 七人の研究者と魚類五億年目の謎」（三五館）1999
- 「大衆魚の世界」（NHKライブラリー）2000
- 「日本人とさかなの出会い 縄文遺跡に見る源流」（角川選書）2001

### 編著
- 『魚の歳時記 みごろたべごろ』編著 東京美術 1987
- 『おいしいクスリシーフード 「エイコサ・ドコサ」で健康に乾杯』滝口操共編 保健同人社 1994

### 訳
- 『原爆開発における人体実験の実相 米政府調査報告を読む』訳著 新日本出版社 2003